# Гебхард Фугель
Ґебгард Фугель (нім. Gebhard Fugel; 14 серпня 1863, поблизу Равенсбурга — 26 лютого 1939, Мюнхен) — німецький художник, що спеціалізувався на створенні полотен релігійної (біблійної) тематики.
Закінчив художню школу в Штутгарті. 1890 року переїхав до Мюнхена, де викладав у Академії мистецтв (професор, з 1905 року мав почесне звання «королівський професор»). У Мюнхені разом з іншими художниками заснував Товариство християнського мистецтва.
З 1908 по 1932 року створив понад 136 ілюстрацій до Біблії. Відомою є також його робота «Єрусалимська панорама» на тему біблійної історії (відкрита в м. Альтеттінг 18 липня 1903 року). Фугель написав 25 ілюстрацій на тему апокаліпсису, а також зробив розписи інтер’єру у багатьох церквах Німеччини.
Зараз у Німеччині існує та присуджується мистецька премія Гебхарда Фугеля (нім. Gebhard-Fugel-Kunstpreis). 